# Professor Layton and the Eternal Diva
Professor Layton and the Eternal Diva (レイトン教授と永遠の歌姫 Reiton-kyōju to Eien no Utahime?, "Professor Layton och den odödliga divan"), även känd som Professor Layton: The First Movie, är en japansk animerad film, och en fortsättning på Professor Layton-datorspelsserien.